# 現金に手を出すな
『現金に手を出すな 』（げんなまにてをだすな、原題：Touchez pas au Grisbi）は、1954年制作のフランス・イタリア合作映画。
フレンチ・フィルム・ノワールとも言われるフランス製ギャング映画の古典的名作で、主演のジャン・ギャバンの代表作の一つとされる。

## 概要
パリの暗黒街に生まれ育ち、ギャングたちの実情を熟知した異色の作家であるアルベール・シモナンが1953年に発表した同名ベストセラー小説が原作で、シモナン自身も脚本に加わっているが、原作に比べるとストーリーは映画向けに簡略化されている。
仲間同士の仁義を重んずる昔気質のやくざ者と、彼らに手段を選ばず取って代わろうとする新興ギャングたちとの金塊争奪にまつわる闘争を主題に、老いを迎えた闇の世界の男たちの寂寥をも描いた、アメリカ製ギャング映画とは異質なタッチの作品である。ギャング映画に付き物の銃撃戦などアクションシーンも含まれるものの、重点は登場人物同士の会話や行動を通じた細やかな心理描写に置かれ、枯淡な風格を備える作品となった。
数日間の抗争過程の描写に無駄なく絞り込まれた脚本と、職人肌の監督であるベッケルの腕によって手堅く仕上げられ、主演のジャン・ギャバンにとっても第二次世界大戦後の代表作となった。また翌1955年の作品である『男の争い』(ジュールス・ダッシン監督)と並んで、以後20年ほどに渡って隆盛を極めたフランス製ギャング映画のはしりともされている。ギャバンは以後最晩年まで、ギャング映画での大親分的な役柄での主役ないし準主役を多く演じることになる。
プロレスラー上がりで負傷を機に俳優に転身したリノ・ヴァンチュラは、本作が本格的な映画初出演であり、映画公開当初は本名のリノ・ボリニ名義でクレジットされている。俳優としての経験は浅かったが、個性的な風貌で敵役を演じ、共演したベテランのギャバンからも称賛を受けた。ヴァンチュラもこの映画での成功で、1950年代後半以降のフランス製ギャング映画に欠かせない俳優の一人となった。

## あらすじ
ギャングのマックスとリトンは若い頃からの相棒であったが、初老にさしかかり、共にやくざ稼業からの引退を考えていた。最後の大仕事と、オルリー空港で5千万フランの金塊強奪に成功、ほとぼりが冷めるまでマックスが隠し持っていずれ換金する計画であった（映画では強奪シーンは描写されず、既に強奪が行われてからの顛末が描かれる）。
静かな隠退生活を待ちながら素知らぬ顔で日々を送るマックスだったが、金塊をせしめた秘密を、日頃から不注意なリトンは自分の入れ込んでいたナイトクラブの若い踊り子・ジョジィに漏らしてしまう。実はジョジィは、売り出し中の麻薬密売組織のボス・アンジェロの情婦であり、マックスとリトンはアンジェロから付け狙われる事になる。
アンジェロの手の者から危うく難を逃れたマックスは、自身の隠れ家にリトンを匿い、彼の甘さと自分たちはもう若くはないという現実を諭すが、リトンは独断でアンジェロと対決し、拉致されてしまう。
リトンの愚かさに苛立ちつつ、二人の腐れ縁を追想し、マックスは忸怩たる感慨に耽る。ほどなくアンジェロから、リトンと金塊の交換が持ちかけられてきた。
これは罠に違いない、と悟ったマックスは、仁義なき振る舞いに及んだアンジェロを倒してリトンを救うため、旧友・ピエロらと共に、隠匿していたサブマシンガンと虎の子の金塊を携え、取引の場へ赴く。だが闘いの末に待っていたのは、勝利と呼ぶには余りにも苦い結末だった。

## キャスト
| 役名           | 俳優                   | 日本語吹替                   | 日本語吹替 |
| 役名           | 俳優                   | NETテレビ版                  | PDDVD版    |
| -------------- | ---------------------- | ---------------------------- | ---------- |
| マックス       | ジャン・ギャバン       | 森山周一郎                   | 金成千洋   |
| リトン         | ルネ・ダリー           | 高城淳一                     | 馳英樹     |
| ジョジィ       | ジャンヌ・モロー       | 池田昌子                     | 章翔サリナ |
| ローラ         | ドラ・ドル             | 此島愛子                     | 真下こなつ |
| アンジェロ     | リノ・ヴァンチュラ     | 西田昭市                     | 道上拓冬   |
| ピエロ         | ポール・フランクール   |                              | 上戸大貴   |
| ラモン         | ヴィットリオ・サニポリ |                              | 松本大志郎 |
| ベティ         | マリリン・ビュファード |                              |            |
| マリネット夫人 | ギャビー・バセット     |                              |            |
| ウジェーヌ     | バージ                 |                              |            |
| フィフィ       | ダニエル・コーシー     |                              |            |
| ブーシュ夫人   | デニース・クレール     |                              | 莉彩       |
| マルコ         | ミシェル・ジュールダン |                              | 天辺汰壱   |
| オスカー       | Paul Oettly            |                              | 金野優樹   |
| ナナ           | Lucilla Solivani       |                              | 多鶫かさね |
| 不明 その他    |                        | 村越伊知郎 牧野和子 真木恭介 |            |

- NETテレビ版：初回放送1969年3月30日『日曜洋画劇場』21:00-23:00

## タイトル
"Grisbi"はフランスの俗語で「（せしめた）カネ、獲物、お宝」といったニュアンスを持つが、日本語題名を付けるにあたり、これに敢えて「現金」という訳と「げんなま」という日本的俗語のルビを当てた名コピーライターが誰であったかはわかっていない（この日本語題は名邦題として評価は高く、後発になった小説の翻訳にあたっても流用されている）。
原題の"Touchez pas au Grisbi"という題名は原作で主人公が吐いた警告の言葉にちなむが、映画内ではこのフレーズは用いられていない。

## 受賞
ヴェネツィア国際映画祭男優賞受賞（「われら巴里っ子」とあわせて）

## テーマ曲
日本でも公開当初からテーマ曲共々ヒットした。
- グリスビーのブルース
  - 音楽を担当したジャン・ウィエネルの自作曲である。ハーモニカによって哀調を帯びた短調の主旋律がスローテンポで奏でられ、主人公マックスの好む曲として、映画内では様々な編曲で使われている。ことにマックスの「老い」が強調されるシーンで幾度か流れ、初老のマックスの寂寥と孤独を象徴する曲にもなっている。ウィエネルの作品の中でも著名な一つである。